# Tacuinum sanitatis
Tacuinum sanitatis, также Theatrum sanitatis (араб. تقويم الصحة‎, Таквим ас-сихха — «Календарь здоровья») — средневековый медицинский трактат о здоровом образе жизни, составлен в конце XIV века.

## История
Книга основана на трактате, написанном в XI веке багдадским учёным и врачом Ибн Бутланом (Таквим ас-сихха, араб. تقويم الصحة‎ — «Календарь здоровья», или «Поддержание здоровья»). В конце XIV века текст был переведён с арабского на латинский язык в нескольких вариантах и богато иллюстрирован. По причине очень большого количества иллюстраций заслужила неофициальные названия «Книга рисунков треченто» и «Псевдомедицинский текст».
Книга была рассчитана, по всей видимости, на образованных мирян. В позднем Средневековье Tacuinum был широко известен по всей Западной Европе. (О его популярности свидетельствует использование слова taccuino в современном итальянском языке в значении «блокнот».) Кроме значения для изучения средневековой медицины, Tacuinum представляет интерес для изучения истории европейского сельского хозяйства и ботанической науки: в нём, в частности, присутствуют первое в Европе изображение моркови.

## Содержание

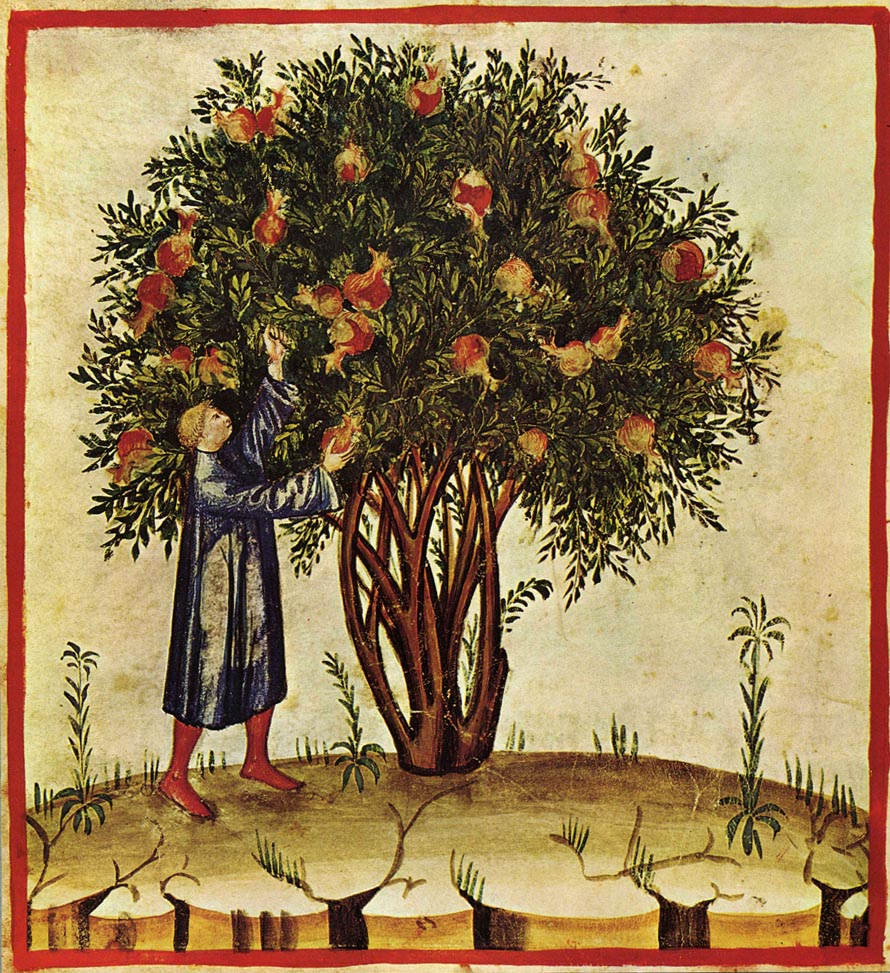
Tacuinum sanitatis, Ломбардия, конец XIV века (Библиотека Казанатенсе, Рим).

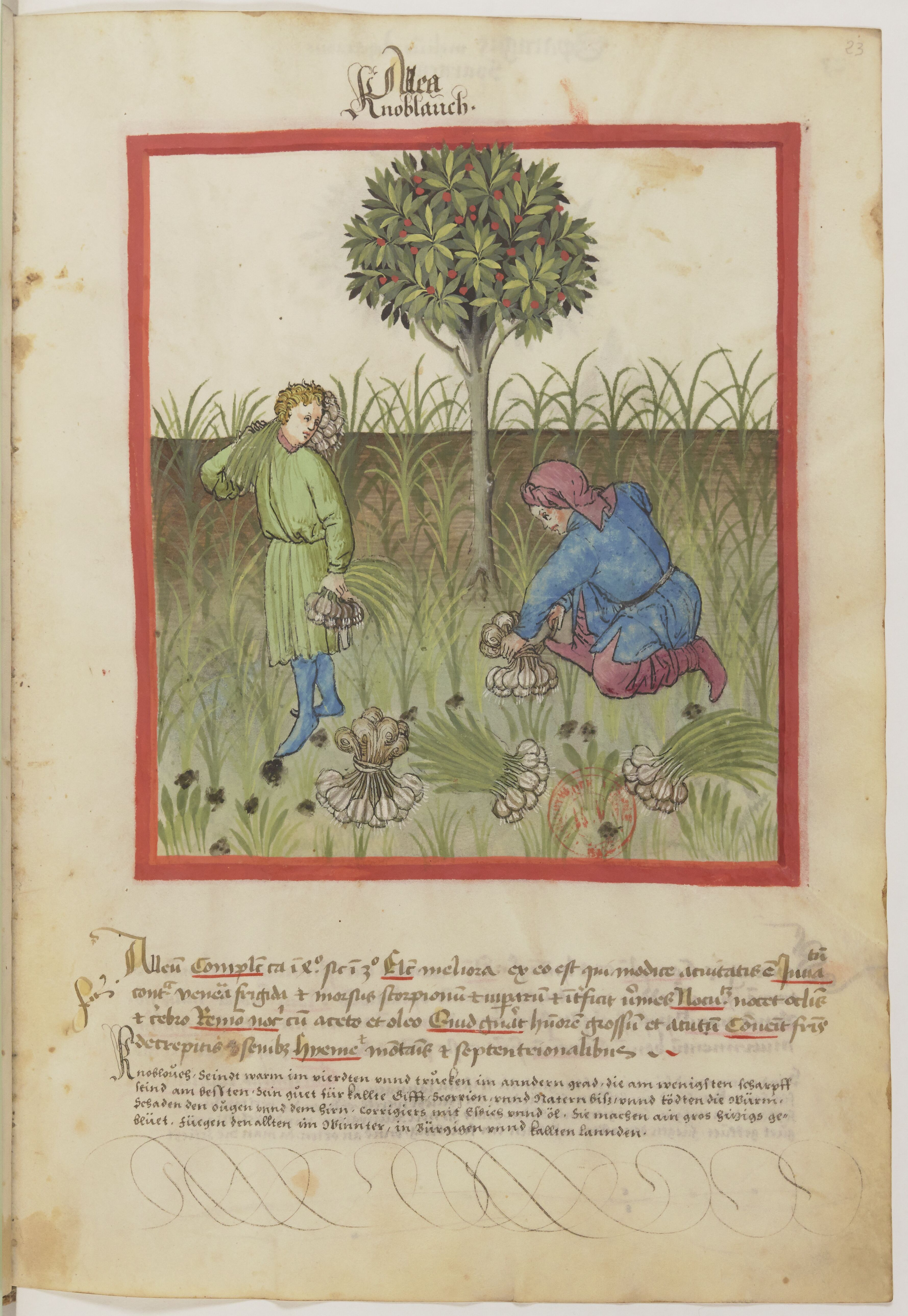
Сбор чеснока, из Tacuinum sanitatis, ок. 1400 г. (Национальная библиотека Франции, Париж)

Значительно больше внимания, нежели лечебным травам, в книге уделено описанию полезных и вредных свойств тех или иных видов пищи и съедобных растений. Содержание построено по органическому, а не алфавитному порядку.
В Tacuinum Sanitatis выделено шесть условий сохранения здоровья:
- достаточное количество еды и напитков в умеренных количествах,
- свежий воздух,
- чередование активности и отдыха,
- чередование сна и бодрствования,
- секреция и экскреция,
- мыслительная деятельность.

Причиной всех недугов в трактате считается несоблюдение перечисленных условий.